# Nick Faldo
Sir Nicholas Alexander „Nick“ Faldo, MBE (* 18. Juli 1957 in Welwyn Garden City) ist ein englischer Profigolfer. Er ist einer der besten europäischen Golfer. Er zählt auch zu den „Big Five“, einer Gruppe von Weltklasse-Golfern, die alle innerhalb von zwölf Monaten geboren wurden, mindestens ein Major gewonnen und Europa im Ryder Cup konkurrenzfähig gemacht haben. Die anderen sind Seve Ballesteros, Bernhard Langer, Sandy Lyle und Ian Woosnam. Im Laufe seiner Karriere gewann er je dreimal die Open Championship und das US Masters und führte die offizielle Weltrangliste insgesamt 98 Wochen an.

## Beginn als Amateur
Als Kind und Jugendlicher war Faldo in vielen Sportarten talentiert. Lange Zeit glänzte er vor allem mit seinen Leistungen im Schwimmen. Zwischenzeitlich träumte er von einer Karriere als professioneller Radsportler. 1971, Faldo war dreizehn Jahre alt, sah er im Fernsehen Jack Nicklaus bei seiner Teilnahme am Masters. Daraufhin beschloss er, Golfer zu werden.
1975 gewann Faldo die English Amateur Championship und die British Youth Championship. Im Jahr darauf wurde er Professional und war schnell erfolgreich.

## Erste Erfolge als Profi
1977 belegte er bereits den achten Platz in der Geldrangliste European Tour Order of Merit und qualifizierte sich als jüngster Spieler für den Ryder Cup. Ein Jahr später war er Ranglistendritter, wobei er in jenen beiden Jahren jeweils ein Turnier gewann. Faldo etablierte sich rasch in der europäischen Spitze und gewann 1983 die European Tour Order of Merit.
Bei den Majors, den bedeutendsten Golfturnieren, vergleichbar mit den Grand-Slam-Turnieren im Tennis, blieb er zu diesem Zeitpunkt sieglos. Faldos Stärken lagen im kurzen Spiel, dem Putten und der Platzstrategie. Trotz seiner athletischen Erscheinung und einer Größe von 1,90 Metern war die Länge seiner Schläge eher gering. Unter hohem Druck brach sein Spiel aufgrund eines instabilen Schwungs häufig zusammen. Beispielhaft zeigte sich das 1983 in der Finalrunde der British Open in Royal Birkdale.

## Majorsiege nach Schwungumstellung
Um endlich auch bei den Majors erfolgreich zu sein, begann Faldo 1985 mit einer riskanten und langwierigen Umstellung. Mithilfe von David Leadbetter (der danach zum „Guru“ avancierte) verbesserte er seine Technik, um in Zukunft dem Druck standhalten zu können. 1987 trug diese Arbeit Früchte und Faldo gewann seinen ersten Major-Titel mit dem Sieg bei der Open Championship.
Es folgten seine besten Jahre: Faldo war bis in die frühen 1990er die Nummer 1 im Golfsport. Er holte sich das Green Jacket beim Masters en suite 1989 und 1990 und siegte im selben Jahr und 1992 erneut bei der Open Championship. Die europäische Geldrangliste gewann Faldo 1992 ein zweites Mal und er schaffte in diesem Jahr auch den bestehenden weltweiten Verdienstrekord mit über 1,5 Millionen £ zu übertreffen.
1995 beschloss Faldo, sich auf die US-amerikanische PGA Tour zu konzentrieren, da drei der vier Majors in den USA stattfinden. Diese Taktik schien auch aufzugehen, gewann er doch 1996 sein drittes Masters nach einem Rückstand von sechs Schlägen vor der Finalrunde auf niemand Geringeren als Greg Norman. Norman hatte aber einen rabenschwarzen Tag und Faldo siegte am Ende sogar mit komfortablem Vorsprung.
Nick Faldo gehört zu den erfolgreichsten Spielern des Ryder Cups. Rekord sind seine Teilnahmen (11) ebenso wie seine 46 ausgetragenen Matches. 2008 war er Kapitän des europäischen Teams.

## Weitere geschäftliche Aktivitäten
Nach seiner aktiven Zeit widmete sich Faldo der Entwicklung einer eigenen Golfmode-Marke und dem Design von Golfplätzen unter dem Label Faldo Design®. Im Oktober 2006 wurde Faldo von CBS als leitender Golfanalyst verpflichtet. Zusätzlich ist er auch als Fachkommentator beim Golf Channel tätig.
Im Laufe seiner Karriere hat er bislang etwa 10 Millionen £ an Preisgeld erreicht. Aufgrund von Einnahmen aus der Werbung zählt Faldo neben David Beckham und Robbie Fowler zu den reichsten Sportlern im Vereinigten Königreich.
Er ist momentan zum dritten Mal verheiratet, seine Frau heißt Valerie, und er hat vier Kinder: Natalie, Matthew, Georgia und Emma Scarlet.
In der Komödie Happy Gilmore 2 von 2025 spielt er sich selbst.

## Auszeichnungen
- BBC Sports Personality of the Year 1989
- Tour Player of the Year 1989, 1990 und 1992
- PGA TOUR Player of the Year 1990
- Aufnahme in die World Golf Hall of Fame 1997
- MBE 1998

## Turniersiege
Major Championships sind fett gedruckt.

### PGA Tour
- 1984: Sea Pines Heritage
- 1989: The Masters
- 1990: The Masters
- 1995: Doral-Ryder Open
- 1996: The Masters
- 1997: Nissan Open

### PGA European Tour
- 1977: Skol Lager Individual
- 1978: Colgate PGA Championship
- 1980: Sun Alliance PGA Championship
- 1981: Sun Alliance PGA Championship
- 1982: Haig Whisky TPC
- 1983: Paco Rabanne Open de France, Martini International, Car Care Plan International, Lawrence Batley International, Ebel Swiss Open-European Masters
- 1984: Car Care Plan International
- 1987: Peugeot Spanish Open, The Open Championship
- 1988: Peugeot Open de France, Volvo Masters
- 1989: Volvo PGA Championship, Dunhill British Masters, Open de France
- 1990: The Open Championship
- 1991: Carroll’s Irish Open
- 1992: Carroll’s Irish Open, The Open Championship, Scandinavian Masters, GA European Open
- 1993: Johnnie Walker Classic, Carroll’s Irish Open
- 1994: Alfred Dunhill Open

### Sonstige Turniere
- 1979: ICL International (South African Tour)
- 1989: Suntory World Match Play Championship (England)
- 1990: Johnnie Walker Classic (Asian Tour)
- 1992: Toyota World Match Play Championship (England), Johnnie Walker World Championship of Golf (Jamaika)
- 1994: Nedbank Million Dollar Challenge (Südafrika)
- 1998: World Cup of Golf (mit David Carter)

## Resultate in Major Championships
| Turnier               | 1976 | 1977 | 1978 | 1979 | 1980 | 1981 | 1982 | 1983 | 1984 | 1985 | 1986 | 1987 | 1988 | 1989 | 1990 |
| --------------------- | ---- | ---- | ---- | ---- | ---- | ---- | ---- | ---- | ---- | ---- | ---- | ---- | ---- | ---- | ---- |
| The Masters           | DNP  | DNP  | DNP  | 40   | DNP  | DNP  | DNP  | T20  | T15  | T25  | DNP  | DNP  | T30  | 1    | 1    |
| US Open               | DNP  | DNP  | DNP  | DNP  | DNP  | DNP  | DNP  | DNP  | T55  | DNP  | DNP  | DNP  | 2    | T18  | T3   |
| The Open Championship | T28  | T62  | T8   | T18  | T12  | T11  | T4   | T8   | T6   | T53  | 5    | 1    | 3    | T11  | 1    |
| PGA Championship      | DNP  | DNP  | DNP  | DNP  | DNP  | DNP  | T14  | CUT  | T20  | T54  | CUT  | T28  | T4   | T9   | T19  |
| Turnier               | 1991 | 1992 | 1993 | 1994 | 1995 | 1996 | 1997 | 1998 | 1999 | 2000 | 2001 | 2002 | 2003 | 2004 | 2005 |
| The Masters           | T12  | T13  | T39  | 32   | T24  | 1    | CUT  | CUT  | CUT  | T28  | CUT  | T14  | T33  | CUT  | WD   |
| US Open               | T16  | T4   | T72  | CUT  | T45  | T16  | T48  | CUT  | CUT  | 7    | T72  | T5   | CUT  | CUT  | DNP  |
| The Open Championship | T17  | 1    | 2    | T8   | T40  | 4    | T51  | T44  | CUT  | T41  | CUT  | T59  | T8   | CUT  | T11  |
| PGA Championship      | T16  | T2   | 3    | T4   | T31  | T65  | CUT  | T54  | T41  | T51  | T51  | T60  | DNP  | T49  | DNP  |
| Turnier               | 2006 | 2007 | 2008 | 2009 | 2010 | 2011 | 2012 | 2013 | 2014 | 2015 |      |      |      |      |      |
| The Masters           | CUT  | DNP  | DNP  | DNP  | DNP  | DNP  | DNP  | DNP  | DNP  | DNP  |      |      |      |      |      |
| US Open               | DNP  | DNP  | DNP  | DNP  | DNP  | DNP  | DNP  | DNP  | DNP  | DNP  |      |      |      |      |      |
| The Open Championship | CUT  | CUT  | DNP  | CUT  | CUT  | DNP  | DNP  | CUT  | CUT  | CUT  |      |      |      |      |      |
| PGA Championship      | DNP  | DNP  | DNP  | DNP  | DNP  | DNP  | DNP  | DNP  | DNP  | DNP  |      |      |      |      |      |

DNP = nicht teilgenommen

CUT = Cut nicht geschafft

WD = zurückgezogen

„T“ geteilte Platzierung

Grüner Hintergrund für Sieg

Gelber Hintergrund für Top 10.

## Mannschaftswettbewerbe
- Ryder Cup (für GB & Irland bezw. Europa): 1977, 1979, 1981, 1983, 1985 (Sieger), 1987 (Sieger), 1989 (remis, Cup verteidigt), 1991, 1993, 1995 (Sieger), 1997 (Sieger).
- Alfred Dunhill Cup (für England): 1985, 1986, 1987 (Sieger), 1988, 1991, 1993
- World Cup (für England): 1977, 1991, 1998 (Sieger)
- UBS Cup: 2001, 2002, 2003
- Double Diamond: 1977
- Four Tours World Championship: 1986, 1987, 1990
- Hennessy Cognac Cup: 1978 (Sieger), 1980 (Sieger), 1982 (Sieger), 1984 (Sieger)
- Royal Trophy (für Europa) : 2005 (Sieger)